# 삼보산업
삼보산업 주식회사는 대한민국의 알루미늄 소재 기업이다.

## 역사
1974년 2월 8일에 설립되었으며 1993년 11월에 상장하였다. 2024년 주주배정 이후 실권주 일반공모 방식으로 발행주식총수의 47.41% 규모(주당 354원)의 유상증자를 실시할 예정이다.

## 제품
주요 제품은 다이캐스팅 및 주물용 알루미늄 합금 잉곳이다.

## 테마주
- 대표이사가 조국 대표와 부산 혜광고 동문인 탓에 조국 관련주로 분류되어 주가가 급등하기도 했다.[5]
- 이준석 전 최고위원의 아버지가 삼보산업의 자회사인 삼보오토(옛 하이드로젠파워)의 법정관리를 맡아서 이준석 테마주로 분류되기도 하였다.[6]